# چروکی (کارولینای شمالی)
چروکی (به انگلیسی: Cherokee) شهری در ایالت کارولینای شمالی کشور ایالات متحده آمریکا است که جمعیت آن در سرشماری سال ۲۰۱۰ میلادی، ۲٬۱۳۸ نفر بوده‌است.